# War Photographer
Pour plus de détails, voir Fiche technique et Distribution.
War Photographer est un film documentaire suisse réalisé par Christian Frei, sorti en 2001.

## Synopsis
Le documentaire porte sur le photographe de guerre américain James Nachtwey. Dans l'un des innombrables foyers de guerre de la planète, au cœur de la souffrance, de la mort, de la douleur et du chaos, le photographe James Nachtwey cherche l'image dont il pense qu'elle pourra être publiée.
Un film sur un homme aussi engagé que timide, considéré comme le photographe de guerre le plus important et le plus courageux de notre époque, mais loin du cliché du baroudeur endurci. Il aborde ses motivations, ses peurs, et son quotidien de grand reporter.

## Fiche technique
- Titre : War Photographer
- Titre original : War Photographer
- Réalisation : Christian Frei
- Production : Christian Frei
- Musique originale : Arvo Pärt, Eléni Karaïndrou, David Darling
- Photographie : Christian Frei, Peter Indergand
- Montage : Christian Frei
- Assistant réalisation : Barbara Müller
- Pays d'origine :  Suisse
- Genre : documentaire
- Durée : 96 minutes
- Date de sortie : 2001

## Protagonistes
- James Nachtwey
- Christiane Amanpour
- Hans-Hermann Klare
- Christiane Breustedt

## Récompenses
- Oscars du cinéma 2001 : Nommé pour le meilleur documentaire
- Gregory Foster Peabody Award 2003
- Emmy 2004 : Nomination pour le chef opérateur Peter Indergaand
- Adolf Grimme-Preis 2003 : Prix spécial du Ministère de l'urbanisme, du logement, de la culture et du sport de la Rhénanie-du-Nord-Westphalie
- Durban International Film Festival 2002 : meilleur documentaire
- European Documentary Film Festival Oslo 2003 : prix Eurodok
- Dokufest Pizren Dokumentary and Short Film Festival 2003 : meilleur film
- Prix du cinéma suisse 2002 : nomination dans la catégorie meilleur documentaire
- Docaviv Tel Aviv International Documentary Film Festival : meilleur film
- Visions du réel Nyon 2002 : film d'ouverture